# Szontagh Dániel
Iglói Szontagh Dániel (Zászkal (Árva megye), 1809. január 3. – Nagyszombat, 1867. április 4.) királyi tanácsos, kerületi táblai ülnök.

## Élete
II. Szontagh Sámuel(1782-1847) festő, birtokos és Belányi Ilona(1785-1836) fia. Sárospatakon a híres Kövy alatt 1829-ben bevégezvén a jogi tanfolyamot, 1830-31-ben Árva megyénél, az eperjesi kerületi táblánál, a királyi kúriánál és az országgyűlésen gyakornokoskodott. 1832. április 4-én ügyvédi vizsgát tett. 1830. július 31-től Árva vármegye aljegyzője lett, később tiszti, ügyészi, főszolgabirói minőségben 1849-ig Árva megyénél hivataloskodott. 1850-51-ig mint árvamegyei törvényszéki közbíró, majd úrbéri törvényszéki elnök Trencsénben, később megyei törvényszéki elnök Árva-Liptó-Túrócban, 1861-től pedig a Dunáninneni királyi kerületi ítélőtábla közbírája volt. 1861. március 29-én magyar királyi tanácsosi címet kapott, különösen azon érdemeinél fogva, hogy 1831-ben az Árvában uralgott kolerajárvány idején rendkívüli buzgó áldozatokat tett, 1847-ben ugyanott az éhség dúlásakor az általa létesített Bori nevű ingovány lecsapolása által az ínségeseknek keresetet nyitott, az 1849. évi hadjáratkor az Alsókubinba szállított sebesültek részére a magáéból a kórházi felszerelésekre és ápolásra szükségelt szereket kiállított. Kitűnő érdemei közé tartozik Árva megyében a Csaplovics közkönyvtárhoz általa tervezett tudományos társulat létesítése, melynek ő volt az elnöke és azt virágzó gyarapodásra emelte. Az egyházi téren mint az árvamegyei evangélikus egyház esperességi jegyzője és a zsaskói egyházközség felügyelője buzgólkodott.
Hivatalos teendőin kívül a tudományokkal foglalkozva, főleg a jogi és történelmi és ebben a családtörténeti szaknak művelője volt. (E részben a felső megyékből, főleg Árva és Trencsén megyék levéltáraiból gyűjtött adatainak közlése által a Nagy Iván, Magyarország családai c. munkájának is buzgó munkatársa volt. A Világ, Pesti Hirlap, Zeitschrift für Gesetzgebung, Pressburger Zeitung, Sürgöny, Temesvár Delejtű c. lapokba és a Győri tört. és rég. Füzetekbe (1865.) írt czikkeket.

## Munkái
- Felső-Kubini Mesko család nemzedékrende és történeti emlékei. 18 oklevéllel. Pest, 1861.
- Iglói és zabari Szontagh nemzetség származási története és oklevelei. Uo. 1864.